# オームリ
オームリ（露: О́муль、ブ: Оомоли）は、ロシア連邦、シベリアのバイカル湖において、比較的多量に生息しているサケ科コレゴヌス属の白身の魚である。美味、珍味として珍重され、バイカル湖において最も重要な水産種のひとつである。

## 分布
バイカル湖に広く分布する。産卵期にはバイカル湖に流れ込む河川を遡上し産卵して湖に戻ってくる。

## 生態
オームリの主食となるものは動物性プランクトンや小魚であり、湖の沖合の表層で捕食するが、まれに湖底の小生物を捕食する。成魚の標準的な大きさは36cmから38cm、重さ600gから800gで、これまでに最大のものは56cm、2.5kgのものが確認されている。北部に行くにつれて個体が小さくなる傾向がある。
比較的長命の魚種で、性成熟するまでに5年から15年ほどかかると考えられる。10月中旬頃、オームリは産卵のためにバイカル湖に流れ込む川を遡上する。それらの河の上流で8000個から3万個の卵を生み、再びバイカル湖に戻ってくる。
本種の起源については、北極海からエニセイ川とアンガラ川を遡上してバイカル湖に達したとする説と、かつて海であったころ、付近にいた魚がバイカル湖に閉じ込められ、淡水化したとする説がある。本種は氷期から氷期末期にかけて発生したと仮定されている。バイカル湖において大きな進化を経て、遡上する川や生息水域により特有の亜種と呼べるまでの変遷を遂げたものもある。これらの種の生殖隔離について議論が行われている。

## 水産資源としての利用
高い需要と比較的多量な生息数のため、バイカル湖周辺の人々にとり、オームリは重要な食糧資源の一つである。ロシア全土にわたり美味、珍味として知られており、輸出用として経済的にも重要である。
1940年には年間漁獲高6万トンから8万トンに達しピークを迎えたが、乱獲による減少のために1969年に漁獲停止となり、その後1974年に厳しい漁獲制限規制を伴い再開された後は幾分生息数が戻っている。
オームリの燻製はバイカル湖周辺で広く売られていて、シベリア鉄道で旅をする多くの旅行者にとっては大きな楽しみの一つである。現地では塩漬けにされたものが好まれる傾向にある。
シベリアでは一般的なストロガニナと呼ばれる料理は、生のまま凍らせた上で薄く削ったオームリの身に胡椒、塩とタマネギを添えたものである。
環境汚染と乱獲による減少のために2017年末に再び漁獲停止になるという。

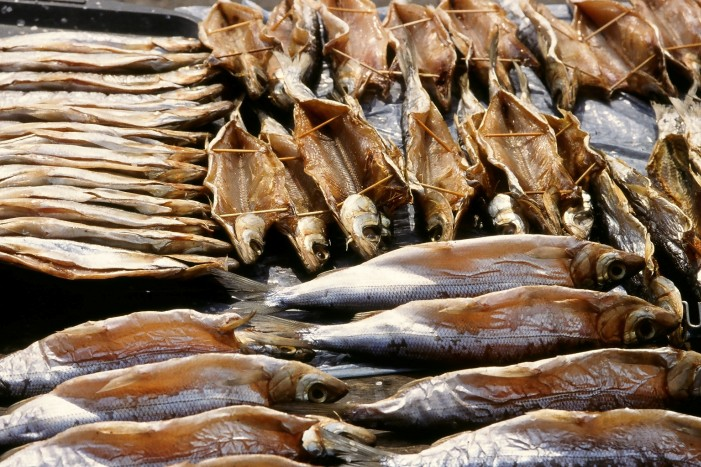
オームリの燻製

## 日本とホワイトフィッシュ
一般にホワイトフィッシュと呼ばれる、オームリを含むシロマス属の魚類は現在の日本領土内には分布していない。戦前には食糧増産を目的に北アメリカ及びソビエト連邦から近縁種のホワイトフィッシュ（Coregonus lavaretus）やレイクホワイトフィッシュ（Coregonus clupeaformis）などの卵が導入されたことがあったが、定着は見られなかった。その後1969年から1983年にオームリを含むシロマス属の5種の導入が主に寒冷地（青森県の十二湖など）で試みられたが、オームリの量産には至らなかった。
いくつかの地方ではその他のシロマス属の養殖に成功して、現地の湖沼に放った。そのうち長野県では、マレーナ（Coregonus lavaretus maraena ）という種にシナノユキマスという流通名をつけ、特産としている。またその他にも北海道、秋田県、山形県、福島県、愛媛県でも普及がはかられている。